# RAS (søfart)
 For alternative betydninger, se RAS. (Se også artikler, som begynder med RAS)
Replenishment At Sea (RAS) eller Underway replenishment (UNREP) er en maritim disciplin, der tillader overførsel af beholdninger fra et skib til et andet til søs og under gang. Den anvendes primært af militære enheder.

## Historisk
De første eksempler på RAS er tilbage fra omkring år 1900, hvor det primært var overførsel af beholdninger fra et skib til et andet. Det var især den amerikanske flåde der udviklede principperne og under 2. verdenskrig blev det brugt bredt under Stillehavs-krigene. Militærteknisk er fordelen ved RAS er – på tilsvarende vis som in-flight refueling kendes det fra flyveverdenen – at det giver væsentligt længere tid, væk fra base- eller støttehavn. På grund af de strategiske fordele, var teknikken og udstyret i mange år sikkerhedsmæssigt klassificeret, for at hindre fjender samme fordel. 
Civilt giver RAS en tidsmæssig fordel, hvor skibe – typisk under langsom gang – kan overføre brændstof, om end det oftest vil være foretaget som bunkring til ankers. 
Under 2. verdenskrig brugte tyskerne specielle undervandsbåde (Type XIV kaldet malkekoen), til at forsyne deres kampubåde i Atlanterhavet. Dette var dog ikke uden komplikationer da ubådene var ret store, krævede relativt lang tid for overførsel af forsyninger og stillede krav om at være i radiokontakt med modtager-ubåden; alle dele der medvirkede til at gøre dem til lette mål. Derfor forblev de kun i tjeneste i relativt kort tid.

## Metoder

### RAS med parallel sejlads
RAS med to – eller flere – skibe på parallelle kurser og med ens fart er den mest udbredte metode, til overførsel af væsker eller bulkgods. Forsyningsskibet holder en fast kurs og fart, som regel mellem 12 og 16 knob. Modtagerskibet vil så komme – med lidt højere fart – parallelt op langs forsyningsskibet, med en afstand på 20-40 meter mellem de to skibe. En line afgives fra forsyningsskibet til modtagerskibet og denne line bliver brugt til at trække en såkaldt "messenger" ("budbringer") over. Med messengeren kan nu trækkes forsyningsrør, telefonkabler og andet.
Nogle forsyningsskibe har mulighed for at forsyne et skib med flere rør eller forsyne to skibe på en gang.
RAS med denne metode er ikke uden risici, da to eller tre skibe sejler tæt, hvorfor det er vigtigt at skibene holder samme kurs og fart over hele perioden. En fejl fra en af skibene kan medføre større skader på de involverede parter. Derfor er øvelser i hastig separation ("emergency breakaway") en fast del af forberedelserne til RAS.

### RAS med seriel sejlads
En sjældnere form for RAS, hvor det modtagerskibet sejler umiddelbart bag forsyningsskibet. Forsyningsskibet smider en række af røgbøjer i et spor. Når modtagerskibet er i sporet, rulles forsyningsrøret – der er forsynet med flydere og en særlig røgbøje – ud i vandet. Det modtagende skib skal nu "fange" røret og samle det op. Fordelen ved denne metode er færre risici for kollisioner.

### VERTREP med helikopter
Vertical replenishment; denne metode kræver en helikopter, der løfter forsyningerne fra forsyningsskibet til modtageskibet. Fordelen er at skibene kan gøre dette i meget sikker afstand af hinanden, men overførslerne er af begrænsede mængder og tager længere tid.